# Сабиров, Олег Владимирович
Оле́г Влади́мирович Саби́ров (узб. Oleg Sobirov; род. 13 марта 1978, Чимкент) — казахстанский и узбекистанский футболист, защитник. Выступал за сборную Узбекистана.

## Биография
Сын футболиста Владимира Сабиров, погибшего вместе с командой «Пахтакор» в авиакатастрофе над Днепродзержинском.
Воспитанник чимкентского футбола. Первым его клубом был «Навбахор». Затем был в составе клубов «Марица», «Дустлик», «Карпаты» (Львов), «Кызылкум», «Ордабасы», «Актобе», «Мегаспорт», «Жетысу» и «Восток». 2010 году играл за костанайский «Тобол».

## Достижения
- Обладатель Кубка Узбекистана: Навбахор ( Наманган)  1998, Дустлик (Таш.обл.) 2000
- Чемпион Узбекистана: Дустлик (Таш . обл ) 1999 , 2000
- Бронзовый призёр чемпионата Узбекистана: Кызылкум (Заравшан ) 2002
- Чемпион Казахстана: Тобол ( Кустанай ) 2010

## Личная жизнь
Женат, трое детей: две дочки, сын .